# Муранска Љехота
Муранска Љехота (слч. Muránska Lehota) насељено је мјесто са административним статусом сеоске општине (слч. obec) у округу Ревуца, у Банскобистричком крају, Словачка Република.

## Становништво
| Година:    | 1994. | 2004.   | 2014.    | 2024.  |
| ---------- | ----- | ------- | -------- | ------ |
| Број људи: | 239   | 234     | 200      | 199    |
| Разлика:   |       | -2,09 % | -14,52 % | -0,5 % |

| Година:    | 2023. | 2024.   |
| ---------- | ----- | ------- |
| Број људи: | 202   | 199     |
| Разлика:   |       | -1,48 % |

Према подацима о броју становника из 2011. године насеље је имало 201 становника.